# Norman Park
Norman Park é uma cidade localizada no estado americano de Geórgia, no Condado de Colquitt.

## Demografia
Segundo o censo americano de 2000, a sua população era de 849 habitantes.
Em 2006, foi estimada uma população de 870, um aumento de 21 (2.5%).

## Geografia
De acordo com o United States Census Bureau tem uma área de 8,2 km², dos quais 8,1 km² cobertos por terra e 0,1 km² cobertos por água. Norman Park localiza-se a aproximadamente 84 m acima do nível do mar.

## Localidades na vizinhança
O diagrama seguinte representa as localidades num raio de 24 km ao redor de Norman Park.